# Noriyuki Haraguchi
Noriyuki Haraguchi (jap. 原口 典之, Haraguchi Noriyuki; * 1946 in Yokosuka; † 27. August 2020) war ein japanischer Plastiker und Objektkünstler.

## Leben und Werk
1946 wurde Haraguchi in Yokosuka in der Präfektur Kanagawa geboren. Einen Hochschulabschluss erlangte er an der Nihon-Universität im Fachbereich Kunst mit dem Schwerpunkt Ölmalerei. Er lebt und arbeitet in Zushi, Japan.
Haraguchi wurde zur Künstlerbewegung Mono-ha gezählt. Ein Grundsatz dieser Bewegung ist es, ein Zusammenspiel zwischen natürlichen und industriellen Materialien zu kreieren. Als Materialien dienen Glass, Steine, Stahlplatten, Holz, Baumwolle, Glühbirnen, Leder, Öl, Draht und japanisches Papier. Diese Materialien werden sowohl in Innen- als auch in Außenräumen präsentiert.

„Der japanische Künstler Noriyuki Haraguchi installiert seit fast vierzig Jahren puristisch exakte, rechteckige Wannen an unterschiedlichen Orten und füllt sie mit Öl. Damit greift er ein traditionelles japanisches Motiv auf und spielt auf die tiefschwarz lackierten Oberflächen in Tempelgebäuden seiner Heimat an. Die flachen Ölflächen ziehen auch eine direkte Linie zu den Seen japanischer Gärten, die nach der Philosophie des Zen-Buddhismus so angelegt werden, dass sich die Umgebung in ihrer Oberfläche spiegelt.“

## Ausstellungen (Auswahl)

### Einzelausstellungen
- 2001: Städtische Galerie im Lenbachhaus, München[6]
- 2001: Galerie Hans Mayer, Berlin[7]
- 2004: Künstlerhaus Villa Waldberta, München
- 2008: Noriyuki Haraguchi Akira Ikeda Galerie, Berlin

### Gruppenausstellungen
- 1974: Japan – Tradition und Gegenwart, Düsseldorf
- 1977: Anatol, Arakawa, Baumgartl, Beuys, Bouchard, Brüning, Gitlin, Graubner, Haraguchi, Heerich, Hüppi, Mack, Martin, Matta-Clark, Galerie Schmela, Düsseldorf
- 1977: documenta 6, Kassel
- 1989: Color and/or Monochrome MOMAT Nationalmuseum für moderne Kunst, Tokio
- 2005: Reconsidering - Mono-ha NMAO National Museum of Art, Osaka, Ōsaka
- 2007: Das Schwarze Quadrat. Hommage an Malewitsch, Hamburger Kunsthalle, Hamburg
- 2011: Aufbruch – Malerei und realer Raum Situation Kunst, Bochum